# Guerra civil dos Armagnacs e Borguinhões
Guerra civil dos Armagnacs e Bourguignons foi uma guerra civil francesa entre dois ramos de cadetes da família real francesa — a Casa de Orléans (facção dos Armagnac) e a Casa de Borgonha (facção dos Bourguignons) entre 1407 e 1435. Ocorreu enquanto a França já estava sendo devastada pela Guerra dos Cem Anos contra os ingleses e as guerras que cercam o Grande Cisma do Ocidente no papado.